# جولاده
جولاده نام یکی از روستاهای بخش رودبار الموت غربی، استان قزوین است.